# Alleen momenten
Alleen momenten is een hoorspel van Ingo Golembiewski. Nur Momente werd op 16 april 1968 door de Westdeutscher Rundfunk uitgezonden. Frits Enk vertaalde het en de KRO zond het uit in het programma Dinsdagavondtheater op dinsdag 8 juni 1971. De muziek werd gecomponeerd en uitgevoerd door Leo Kuypers. De regisseur was Harry de Garde. Het hoorspel duurde 33 minuten.

## Rolbezetting
- Willie Brill
- Mariëlle Fiolet
- Willem Nijholt
- Huib Orizand

## Inhoud
Een breedvoerige, zowel in het elegische als het sarcastische drijvende lyrische collage, die geen story heeft, maar waarin zich toch het politieke engagement van de auteur manifesteert. Het totaal van de lyrisch articulerende momentopnamen, in ruimte noch tijd verbonden, vormt het portret van een met scepticisme begrepen zijn, dat tot op heden niets aan zeggingskracht verloren heeft…